# Wasilij Sytin
Wasilij Michajłowicz Sytin (ur. 1904 we wsi Dmitrowskaja w powiecie twerskim w guberni twerskiej, zm. w kwietniu 1987 w Kalininie) – funkcjonariusz radzieckich organów bezpieczeństwa, jeden z wykonawców zbrodni katyńskiej.
Miał wykształcenie podstawowe, od 2 listopada 1937 do sierpnia 1939 strażnik Wydziału Administracyjno-Gospodarczego (AChO) Zarządu NKWD obwodu kalinińskiego, od 1939 w WKP(b). Od sierpnia 1939 do października 1941 nadzorca więzienia Zarządu NKWD obwodu kalinińskiego, wiosną 1940 uczestniczył w masowym mordzie na polskich więźniach z obozu w Ostaszkowie, za co 26 października 1940 ludowy komisarz spraw wewnętrznych ZSRR Ławrientij Beria przyznał mu nagrodę pieniężną. W 1954 nadzorca więzienia wewnętrznego Zarządu MWD obwodu kalinińskiego, starszy sierżant bezpieczeństwa państwowego. Odznaczony Orderem Czerwonej Gwiazdy (5 listopada 1954).